# ユニ・チャーム
ユニ・チャーム株式会社（英: UNICHARM CORPORATION）は、生理用品、紙おむつ（乳児用、大人用）などの衛生用品の大手メーカー。海外売り上げ比率は6割を超える。東京都港区三田に本社を、愛媛県四国中央市に登記上の本店を置く。
ベビーケア、フェミニンケア、ヘルスケア関連製品でアジア1位のシェアを誇る。サウジアラビアでは、女性だけが働く工場を建設し、女性の雇用と社会進出に大きく貢献。そんなユニ・チャーム活動が国連に認められ、「ビジネス行動要請(BCtA)」の取組みとして承認を受けた。
みどり会の会員企業であり三和グループに属している。TOPIX Large70の構成銘柄の一つ。

## 概要

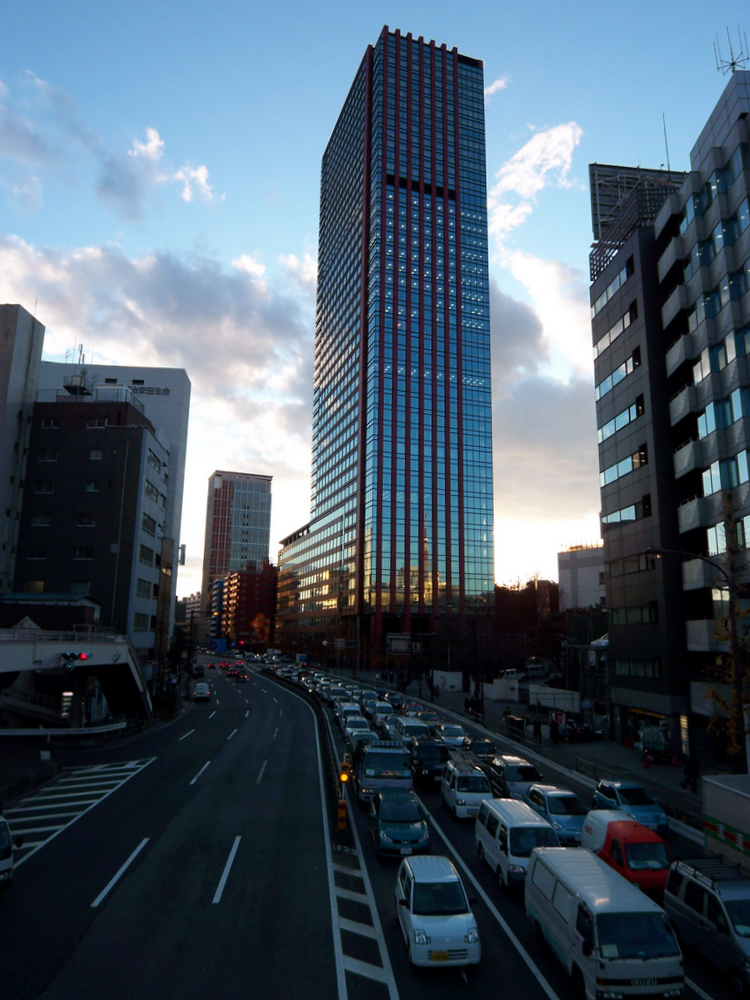
2023年6月30日まで本社事務所が入居していた住友不動産三田ツインビル西館

タンポンやナプキンなどの生理用品や紙おむつで日本国内のトップシェアを誇る。アジア各国へも進出している。生産は子会社が担当している。ベビー用品は成長が鈍化しつつあるが、介護用の成人用おむつやペット関連事業が成長している。2006年（平成18年）3月期の連結売上構成はベビーケア関連製品40.4%、フェミニンケア関連製品22%、その他22.2%、ペット関連11.2%、その他4.1%となっている。2006年7月にエフティ資生堂の生理用品事業を買収した。資生堂とはその他の分野でも戦略的提携を目指しているとされる。
旧社名は「大成化工」である。社名の由来は、大きな成長と成功を願い「大成」、社会が必要とする製品を世に出す会社に化ける意味を込め「化工」とした。元々は建材メーカーであったが、2002年（平成14年）限りで建材事業からは撤退している。
バブル期の1988年、香川県綾歌郡宇多津町にゴールドタワー（高さ158m）を建設したことで知られるが、2001年（平成13年）9月に運営から撤退している。

## 沿革

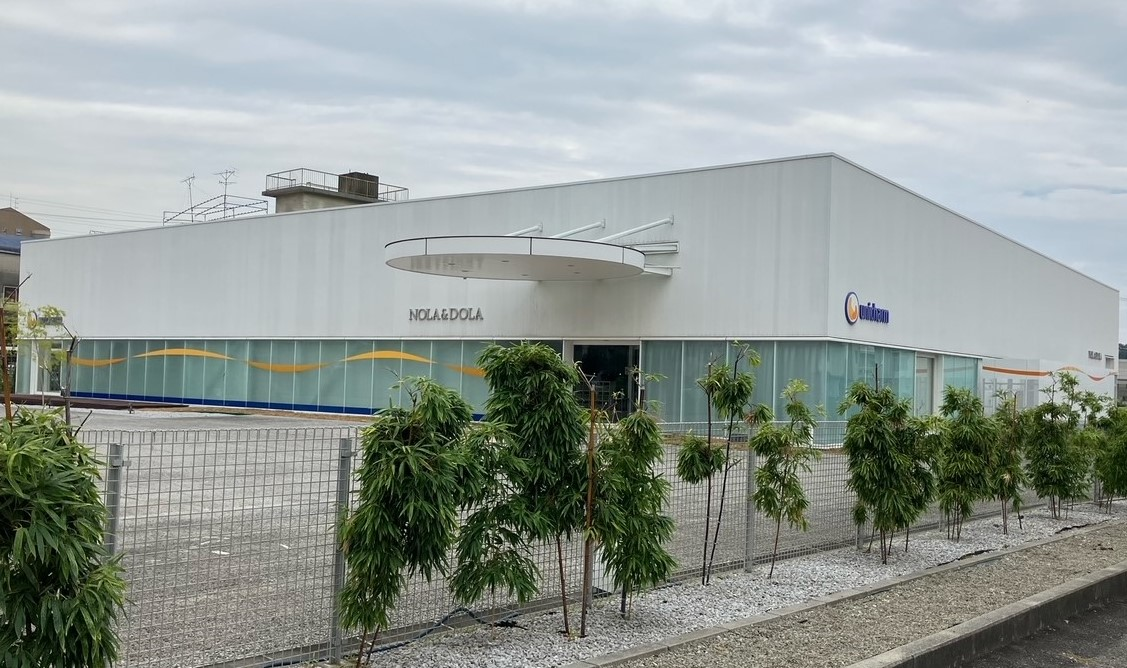
ユニ・チャーム共振館（登記上の本店所在地

- 1961年（昭和36年）2月 - 高原慶一朗が、大成化工株式会社を設立。建材の製造開始。
- 1963年（昭和38年） - 生理用ナプキンの製造を開始。
- 1968年（昭和43年） - 「チャームナップさわやか」発売。販売会社としてチャーム株式会社を設立。
- 1974年（昭和49年）9月 - 
  - 株式額面変更のため、チャーム株式会社を形式上の存続会社として合併。ユニ・チャームへと社名変更。
  - 生理用タンポンの製造販売開始、化粧パフ販売開始。
- 1976年（昭和51年）8月 - 
  - 東京証券取引所第2部に上場。
  - 薄型ナプキン「チャームナップミニ」を発売。
- 1978年（昭和53年） - 高級化粧パフ「シルコット」販売開始。
- 1980年（昭和55年） - アプリケーター付きタンポン「チャームソフトタンポン」を発売。
- 1981年（昭和56年） - 
  - 企業理念「NOLA&DOLA」発表。
  - ベビー用紙おむつ「ムーニー」を発売。
- 1982年（昭和57年） - 立体裁断ナプキン「ソフィ」を発売。
- 1983年（昭和58年） - 
  - 建材部門を分離独立しユニ・タイセイ株式会社とする。
  - ベビー用紙おむつ「マミーポコ」を発売。
- 1984年（昭和59年） - 台湾－大中華圏に合弁会社設立。
- 1985年（昭和60年）3月 - 東京証券取引所1部に指定替え。
- 1986年（昭和61年） - 
  - ペット事業及び、幼児教育事業に参入。
  - 「どんちゃか才能教室」開設。
  - 小型犬用、全犬用の犬用ドライフード「フレッシー愛犬元気」発売。
- 1987年（昭和62年） - 
  - タイに合弁会社設立。大人用紙おむつ「ライフリー」を発売。
  - 猫用ドライフード「フレッシー猫元気」発売。
  - ペットシート「デオドラントシート」発売。
- 1988年（昭和63年） - 
  - ゴールドタワー株式会社を設立。
  - メッシュナプキン「ソフィサラ」発売。尿とりパッド「ライフリー尿とりパッド」発売。
- 1989年（平成元年） - 
  - 液体パイプクリーナー「パイプユニッシュ」を発売。
  - おりものシート「リフレイン」発売。
- 1990年（平成2年） - トレーニングパンツ「トレパンマン」発売。
- 1991年（平成3年） - 昼間のおむつが外れた子供の夜間用おむつ「オヤスミマン」を発売[10]。
- 1992年（平成4年） - パンツタイプのベビー用紙おむつ「ムーニーマン」を発売。
- 1993年（平成5年） - 
  - ユニ・チャーム東日本株式会社を設立。
  - サウジアラビアでテープオムツの技術提携。
  - オランダに合弁会社設立。
  - ディズニーキャラクターのオムツ「マミーポコ」発売。
  - 片手で取り出せるおしりふき「ムーニーちゃんラクラクおしりふき」発売。
  - 立体サイドギャザー付ナプキン「ソフィサラサイドギャザー」発売。
- 1994年（平成6年） - 
  - 研究開発拠点「テクニカルセンター」竣工。
  - 韓国に合弁会社設立。
  - 超薄型パンツオムツ「ムーニーパワースリム」発売。
- 1995年（平成7年） - 
  - パンツタイプの大人用紙おむつ「ライフリーリハビリ用パンツ」を発売。
  - 上海に合弁会社設立。
  - 超薄型パンツオムツ「ムーニーマンパワースリム」発売。
  - ディズニーキャラクターのパンツオムツ「マミーポコパンツ」発売。
  - 立体クッション構造ナプキン「チャームボディフィット」発売。
- 1996年（平成8年） - 
  - ユニテック株式会社と合併。
  - ホームページ開設。
  - 台湾-大中華圏の工場でISO09002認証取得。
  - 「ライフリーテープ止めタイプ」発売。
- 1997年（平成9年） - 
  - スベンスカ・セルローサとの合弁でユニ・チャームメンリッケ株式会社を設立。
  - ISO14001認証取得開始。
  - 介護相談ダイアル「ライフリーいきいきダイアル」開設。
  - インドネシアに合弁会社設立。
  - マレーシアに100％子会社設立。
  - 尿ケア専門ライナー「チャームナップさわやかライナー」発売。
- 1998年（平成10年） -
  - ペット事業を子会社のユニ・タイセイへ譲渡。さらに、ユニ・タイセイが味の素ゼネラルフーヅのペット事業を譲受。
  - 置き型タイプのウエットティッシュ「シルコットウェット」を発売。
- 1999年（平成11年） -
  - ユニ・タイセイ株式会社がユニ・ハートス株式会社へ名称変更。
  - ユニ・チャーム中日本株式会社、ユニ・チャームマテリアル株式会社、株式会社ユービーエスを設立。
- 2000年（平成12年） - キッチンペーパー「クックアップキッチンシート」を発売。
- 2001年（平成13年） - 
  - 「チャームリング」の新コーポレートマークを導入。
  - シートクリーナー「ウェーブ ハンディワイパー」を発売。
- 2002年（平成14年） - 
  - ユニ・チャーム東日本株式会社とユニ・チャーム中日本株式会社をユニ・チャームプロダクツ株式会社に統合。
  - 「パイプユニッシュ」をジョンソン株式会社へ譲渡し、替わって、生理用タンポン「エルディ」をライオン株式会社（1993年に合併した旧：アンネ株式会社）より譲受。
  - ユニ・ハートスが創業事業である建材事業から完全撤退したのに伴い、ユニ・チャームペットケア株式会社に名称変更。
- 2003年（平成15年） -
  - 幼児教育事業の合弁会社ユニ・チャームエデュオ株式会社を設立。
  - 不織布立体型使い切りマスク「超立体マスク」を発売。
- 2004年（平成16年） - ユニ・チャームペットケア株式会社が東京証券取引所市場第2部に上場。
- 2005年（平成17年） - ユニ・チャーム ペットケア株式会社が東京証券取引所市場第1部に指定替え、インターネット通信販売を開始。ユニ・チャームいきいき生活。
- 2006年（平成18年） -
  - 韓国にLGグループとの合弁会社LGユニ・チャーム株式会社を設立。
  - 生理用品「センターイン」を資生堂グループより譲受。
- 2008年（平成20年） - ユニ・チャームダイレクトショップをオープン。
- 2009年（平成21年） - ユニ・チャームヒューマンケア株式会社を設立。
- 2010年（平成22年） - ユニ・チャーム ペットケア株式会社を吸収合併し、ペット関連製品（ペットフード・ペット用品）の自社製造・販売を開始。
- 2012年（平成24年） - 猫排泄処理用紙砂の製造・販売を手掛けるペパーレット株式会社を株式譲渡により取得し、子会社化。
- 2013年（平成25年） - 書籍『高齢者と家族のためのはじめての排泄ケア』を出版し、幻冬舎から発売開始。
- 2014年（平成26年） - 犬用排泄ケア用品「マナーウェア」を発売。
- 2016年（平成28年） - 
  - はごろもフーズ株式会社と共同開発したパウチ入りキャットフード「銀のスプーン 三ッ星グルメ パウチ国産プレミアム」を発売。
  - 株式会社 資生堂の子会社で店頭メンテナンスを行う株式会社ジャパンリテールイノベーションの株式の一部をライオン株式会社と共に取得して3社による合弁会社（資生堂:60%、ユニ・チャーム:20%、ライオン:20%）に移行し、小売店での商品陳列や店頭メンテナンス機能などの協業を開始[11]。
- 2017年（平成29年） - 
  - 「ライフリーさわやかパッド男性用 微量」が「2016年日経優秀製品・サービス賞優秀賞日経MJ賞」を受賞。
  - 猫用フード「銀のスプーン三ツ星グルメ4種の味わいアソート」発売。
  - 世界初3D設計のゆるうんちポケット搭載の「ムーニーマンエアフィットMサイズ 寝返り～はいはい」を発売。
  - 使用済み紙おむつから衛生的で安全な上質パルプを得る基本技術に関する特許取得。
  - ペット用健康ケア用品「からだ想いラボ足腰・関節に優しいベッド」発売。
  - 犬用副食「グラン・デリワンちゃん専用おっとっと」発売。
  - サウジアラビアで第3工場竣工。
  - 京都大学大学院と共同で「ムーニーちゃんとトイレトレーニング」アプリを開発。
  - 便モレ専用パッド「ライフリーさわやか軽い便モレパッド」発売。
  - 「Natural moony」と「ムーニーちゃんとトイトレ」が「第11回キッズデザイン賞」を受賞。
  - ベビー用紙おむつ「Natural moonyman（ナチュラルムーニーマン）」を発売。
  - BCG Dirital Venturesと共同で出資する育児動画メディア「Babily」を開始。
  - 「超快適マスク　息ムレクリアタイプ」発売。
  - 「シルコットうるうるコットンスポンジ仕立て」が「＠cosmeベストコスメアワード2017ベスト美容グッズ」第1位を受賞。
- 2021年
  - 口元や顔の表情が視認できる「unicharm　顔がみえマスク」を発売[12]。
- 2022年
  - 中国のペットフード製造会社JIA PETSと資本業務提携を締結[13]。
- 2023年
  - 7月1日、本社事務所を東京都港区三田3-5-19にある住友不動産東京三田ガーデンタワーに移転。但し、事業所専用郵便番号「108-8575」は維持される[14]。
  - 11月1日、事業活動で消費する電力を100％再生可能エネルギーから調達することを目指す国際イニシアチブ「RE100」への加盟を発表[15]

## 製品

### ベビー用品
- ムーニー（紙おむつ・おしりふきなど）
  - ムーニーマン（パンツタイプのベビー用紙おむつ） - 2010年からは「ムーニーパンツ」の名称だったが、2013年8月のリニューアル時に「ムーニーマン エアフィット」に改称し、3年ぶりに名称を復活した。
  - ムーニー母乳パッド - 2009年4月の発売開始当初は独立ブランド「ふんわり母乳パッド」として発売していたが、2013年6月に「ムーニー」ブランドに統合してリニューアル。
- マミーポコ（ベビー用紙おむつ）
- トレパンマン（トレーニングパンツ）
- オヤスミマン（おねしょパンツ）

※かつては殆どの同社のオムツにディズニーキャラクターを起用してたが、現在はマミーポコはドラえもんデザインに変更され、それ以外の製品にはオリジナルデザインとなってる。

### 生理用品
- ソフィ（ナプキン【医薬部外品】、タンポン【一般医療機器】、生理用ショーツ、パンティライナーなど）
  - ソフィソフトタンポン【一般医療機器】（タンポン） - これまでは「チャームソフトタンポン」の商品名で発売していたが、タンポンの認知度向上を図るべく、2013年3月に「ソフィ」ブランドに統合してリニューアルした。
  - センターイン【医薬部外品】（ナプキン、エフティ資生堂からの譲り受け品）
- エルディ【一般医療機器】（タンポン、ライオンからの譲り受け品、元はアンネのブランド）

### 生活用品
- ウェーブ（シートクリーナー）
- シルコット（ウェットティッシュ（消毒タイプは【指定医薬部外品】）、化粧パフ）
- クックアップ（キッチンケアクロス）

### マスク
- 超快適マスク
- 超立体マスク
- 小顔にみえマスク
- unicharm　顔がみえマスク

### 尿ケア専用品/介護用品
- チャームナップ（吸水ライナー、吸水ナプキン）
- ライフリー（吸水ナプキン、吸水下着、大人用紙おむつ、尿取りパッド、大人用おしりふき、吸水シーツ）

### ペット関連製品
- ユニ・チャーム ペット
  - フード・副食
    - 犬用
      - グラン・デリ
      - おっとっと- 森永製菓と共同製造
      - ベストバランス - 犬種別フード・副食
      - 愛犬元気
        - パックン

    - 猫用
      - 銀のスプーン
        - 三ツ星グルメ

      - ねこ元気
      - All well

  - 排泄ケア
    - 犬用
      - デオシート
        - Premium

      - マナーウェア
        - 男の子用おしっこオムツ
        - 紙オムツ

    - 猫用
      - デオトイレ - 猫用システムトイレ
      - デオサンド
      - まくだけ消臭ビーズ

  - 清潔・健康ケア（犬猫両用）
    - からだ想いラボ - 足腰・関節にやさしいベッド
    - デオクリーン
    - 床を汚さないシート - 本品のみ旧ブランド「ユニ・チャーム ペットケア」を継続使用。

### 通販限定商品
- Goodガード

### 病院・施設向け製品
- ムーニー病産院用
- ライフリー病院・施設用

### 業務用食品包装資材
- ソフトーク - 「超立体マスク」の業務用仕様
- ユニテックマスク - 一般作業用簡易マスク（打抜きタイプ）
- フレッシュマスター - 鮮度保持吸水シート
- ドリップマスター - 1層タイプで初めてドリップの発生を抑制する吸水シート。新開発「吸い過ぎないエアスルーシート」が余分なドリップだけを吸収。
- トレイメイト - トレーマット
- ユニフレッシュデリカテイスティ - 高性能油キリ専用シート
- パワフルマット - 2層タイプの汎用トレーマット
- ディーナ - クッキングペーパー
- シェフパー - 天然パルプ100%のミートペーパー

### 海外向け製品
- 蘇菲（ソフィ） 超熟睡 超薄随心翻 - 夜用の安心感はそのまま（「ソフィ 超熟睡」通常品比）のスリムなナプキン
- 蘇菲 弹力贴身（はだおもい） 极薄0.1 - ユニ・チャーム史上最薄ナプキン（0.1mm厚）
- 蘇菲 口袋魔法（センターイン） - 日本の「センターイン コンパクト」相当（口袋とはポーチの意）
- 蘇菲 超熟睡 安心裤 - 夜のモレを全方位カバーするショーツ型生理用品
- Sofy CoolingFresh - メントール配合ナプキン

## 過去の製品
- ベビー用品
  - ムーニー
    - ウルトラムーニー - 世界で初めて、ウエストと股ぐりに立体ギャザーを搭載し、モレはもちろん、通気性も良くムレ・カブレも防止。第1期の製品は男女兼用であったが（後に下記「ウルトラムーニープラス」に継承）、第2期の製品は男女別にそれぞれ吸収体の位置等を最適化した仕様となった。なお、この立体ギャザーは、後に同社生理用ナプキン「ソフィサラ」（後述）にも応用された。
    - ウルトラムーニープラス
    - ウルトラムーニーナイト - 夜専用
    - シースルームーニー
    - パワースリム
    - ラクラクおしりふき（下記製品に継承）
    - おしりふき（「おしりふき やわらか素材」に継承）

  - ムーニーマン（第1期） - 世界初（乳幼児用紙おむつとして。トイレトレーニング用及び夜専用を除いて）のパンツタイプ「はかせるオムツ」。発売当初はLサイズのみの展開であったが、後にMサイズ（現在の「Mつかまり立ち用」相当）、ハイハイ用（現在の「Mはいはい用」に相当する、SとMの中間サイズ）、ビッグサイズ及びビッグより大きいサイズも展開された。後に「ムーニーパンツ」と改称されたが、再びこの商品名に戻った。（詳しくはムーニーを参照。）なお、本品発売までパンツタイプは現在のテープ止めタイプを意味していた。この為、本品（大人用に関しては「ライフリー リハビリ用パンツ」）発売後、従来からのパンツタイプはテープ止めタイプと改称された。
    - パワースリム
    - スリムパンツ
    - おしりふき（「ムーニーおしりふき トイレに流せるタイプ」に継承）

  - ムーニーちゃん（ベビーケア用品）
    - セイフティ綿棒
    - ウェットティッシュ（「ムーニーキッズ ウェットティッシュ」に継承）
    - ふきとりフォーム（製造販売元：ミロット）
    - おしりふき（下記製品に継承）
    - ラクラクおしりふき（「ムーニーラクラクおしりふき」に継承）

  - ムーニーキッズ（幼児向け育児用品）
    - ウェットティッシュ（「ムーニー 手・口まわりのウェットティッシュ」に継承）
    - おしりスッキリ流せるシート（「ムーニーおしりふき トイレに流せるタイプ」に継承）

  - マミーポコ
    - スーパーマミーポコ - 新開発ウエストギャザー搭載のエコノミータイプ
    - 超コンパクトマミーポコ
    - マミーポコE - 専用の「おむつホルダー」と併用する、新生児から6ヶ月頃まで使える超エコノミータイプ

  - マミーポコキッズ（幼児向け育児用品）
    - ウェットティッシュ（「ムーニー 手・口まわりのウェットティッシュ」に継承）

  - トレパンマン For STEP2
- 生理用品
  - チャームナプキン【医薬部外品】 - 1963年発売。ユニ・チャーム第一号製品（「チャームナップA」に継承）
  - チャームナップ（ナプキン）【医薬部外品】
    - チャームナップさわやか - 長時間専用タイプ（横モレ防止・少し大きめサイズ）（「Aセイフティ」に継承）
    - チャームナップノン
    - チャームナップA - ショーツを汚さない「新ピタテープ」搭載。「ミニ」発売後も暫くは併売されたが、「ミニ」が予想以上の人気であったため（「チャームナップ」の括りでは）、後に「ミニ」が本ポジションとなった（「ソフィ」に継承）。
    - チャームナップAセイフティ - 多い日、心配な時にちょっと厚めの安心サイズ。横ズレ、横モレを防ぐサイドストッパー初搭載。（「ロングガード」に継承）
    - チャームナップAナイト（「ナイトガード」に継承）
    - チャームナップ・ファインメイト - 軽い日用・超うす型（ユニ・チャーム初）。販売終了後、長年「ライティ」（後述）が代替製品であったが、後に同コンセプトの「ソフィ ボディフィット ライト」（現在の「ソフィ ボディフィット 軽やかスリム」）が発売された。
    - チャームナップ・ミニ - 1976年発売。高分子吸収体を採用した業界初の薄型（厚さ6mm・長さ19cm）ナプキン。ショーツを汚さない水解性固定テープ「NEWピタテープ」搭載。2001年販売終了。代替製品は「ソフィ ボディフィット」（但し厚さ普通・長さ21cm）。
    - チャームナップ・ミニα - 手の中に入る、ミニより薄いコンパクト（4つ折り）タイプ
    - チャームナップα - 携帯に便利な4つ折り超薄コンパクトタイプ。販売終了後、代替製品は無かったが、後に同コンセプトの「センターイン コンパクトスリム ふわふわタイプ」（現在の「センターイン コンパクト1/2」）が発売された。
    - チャームナップ・デオドラントミニ - 薬用活性炭シートを内蔵した防臭エチケット型。『横浜・デオミニ・赤い靴』というフレーズで宣伝されていた。
    - チャームナップ・セイフティ - ミニの縦横サイズのままクラッシュパルプ層によって厚みを増やした吸収力強化長時間対応型。
    - チャームナップ・ナイト - 1972年発売。夜のうしろモレも1枚でガードする夜用ナプキン（「Aナイト」に継承）
    - チャームナップ・ナイトA
    - チャームナップ・ナイトガード - 発売当時、国内最長（29cm）であった。（「ソフィ ボディフィット スーパーナイトガード」に継承）
    - チャームナップ・セフティプラス - うす型、ゆとりサイズ。（「ソフィサラ スリムロング」に継承）
    - チャームナップ・ロングガード - 夜・昼長時間用（下記製品に継承）
    - チャームナップ・ロングタイム（「チャーム ボディフィット 夜＆昼共用」に継承）
    - チャームナップ・ライティ - 1984年発売。おりものシートとしても使える軽い日用（16cm）。ロングセラー商品であったが、「ソフィ ボディフィット 軽やかスリム」発売により、それに機能統合される形で販売終了。代替製品は左記の通り。本品販売終了をもって「チャームナップ」は完全に尿ケア専用品のブランドとなった。

  - チャーム ボディフィット（タンポンを除き【医薬部外品】） - 1995年発売。現在の「ソフィ ボディフィット」の前身。
    - 夜＆昼共用（「ソフィ ボディフィット 夜＆昼共用」に継承）
    - タンポン【医療用具】 - フィンガータイプ（「後に「チャームソフト」ブランド編入）

  - チャームタンポン【医療用具】 - 「チャームソフト」に継承
    - チャームタンポンa - アプリケータータイプ
    - チャームタンポンf - フィンガータイプ

  - チャームソフト（第1期）【医療用具】 - 1980年発売。初めてでも入れやすいプラスチック・アプリケーター付タンポン
    - LN&D
    - ジュニア用（「ソフィ なめらかスリムタンポン」に継承）
    - コンパクト - 携帯に便利なコンパクト・アプリケーター付タンポン
    - ボディフィット - フィンガータイプ（下記製品に継承）
    - フィンガー - 上記製品の改良品。（後の「チャームフィンガータンポン」）「エルディタンポン フィンガータイプ」に集約される形で販売終了。

  - チャームソフト（第2期）【一般医療機器】
  - ソフィ
    - ソフィ（初代）【医薬部外品】 - 1982年発売。立体成型ナプキン（「ニューソフィ」に継承）
    - Lナイト&ディ【医薬部外品】 - 裏面に固定テープを持たない昼夜兼用型。世界で初めて、止着材にウレタンを採用。新開発のバックアップシート（ウレタン）により、テープなしでも横ズレ防止を実現した（ウレタンの摩擦抵抗と粘着力による）。また、バックアップシートは吸収体より1周り大きく、横漏れをサイドで受け止め、更に弾力性により動きによる変形も防ぐ。吸収量は「ソフィ」（本品発売当時）の2倍、長さは21.5cm（本品発売当時の「ソフィ」より2.5cm長い）。（「チャームナップ・ロングガード」に継承）
    - ニューソフィ【医薬部外品】 - 瞬間吸収技術「フィット・スルー」搭載。後に商品名を「ソフィ」（販売名：ソフィf）に戻す。
    - ソフィ（第2期）（販売名：ソフィf）【医薬部外品】 - 上記「ニューソフィ」の全面改良品。ゆとりの吸収力で、2日目も安心、更に持続する吸収力で、肌ざわりもやわらか。「ソフィ」で初めてサイドストッパー搭載。テープは2本同時に剥がせるようになり、現在の「簡単スピード装着」の原型ともなった。「まとわりつかない個包装」採用。
    - ソフィ（第3期）【医薬部外品】 - 静電気防止個装使用（「チャーム ボディフィット」と機能統合し、「ボディフィット」となる）
    - デオドラントソフィ【医薬部外品】 - 薬用活性炭シートを内蔵した防臭エチケット型。（「チャームナップ・デオドラントミニ」に機能統合）
    - サイドギャザー【医薬部外品】
    - サイドギャザー アクティブスリム【医薬部外品】（「アクティブスリム」に継承）
    - アクティブサポート【医薬部外品】（「しっかり吸収ガード」に継承）
    - ボディフィット ライト【医薬部外品】 - 軽い日用・超薄タイプ。1997年発売。「ボディフィット」より1周り小さく、吸収量は「ボディフィット」の80%（「軽い日用」に継承）。
    - ボディフィット 軽い日用【医薬部外品】 - 通気性シート使用（「軽やかスリム」に継承）
    - ボディフィット コンパクトスリム【医薬部外品】 - 軽い日用・羽つき超薄タイプ。通気性シート使用・コットン配合（「軽やかスリム」に継承）
    - ボディフィット スリム【医薬部外品】（「ふわピタスリム」に継承）
    - ボディフィット 夜&昼共用【医薬部外品】（「ナイトガード」に継承）
    - ワイドガード【医薬部外品】 - 2004年発売。「とにかくモレが不安!」という方のための、おしりを包み込む超幅広タイプのユニークな形のワイド型ナプキン。（「超熟睡ガード」にブランド編入し「超熟睡ガード ワイドG（ガード）」にリニューアル。なお、現存する製品は「420」のみであり、同製品は現在、国内で販売されている生理処理用ナプキン（パッドタイプ）では最長である。）
    - ボディピースセット【医薬部外品】 - 2005年発売（「シンクロフィット」に継承）
    - ボディフィット ふわピタスリム【医薬部外品】 - 2005年発売（「センターイン コンパクトスリム ふわふわタイプ」と機能統合し、「センターイン コンパクトスリム」となる）
    - ボディフィット 瞬間ガード【医薬部外品】（「ボディフィット 瞬間ガード250」に継承）
    - ボディフィット 瞬間ガード250【医薬部外品】（「ボディフィット 瞬間ガード260」に継承）
    - ボディフィット 熟睡ガード【医薬部外品】 - 2001年発売。後ろへの伝いモレを防ぐ「バックフィットストッパー」を搭載。また、「ソフィサラ 夜用スーパー」で定評のヒップガードも搭載。（「超熟睡ガード290」に継承）
    - ボディフィット 超熟睡ガード【医薬部外品】（「超熟睡ガード」に継承（「ボディフィット」よりブランド独立））
    - ボディフィット 長時間吸収スリム【医薬部外品】（「長時間スリム」に継承）
    - アクティブスリム【医薬部外品】 - 表面材に「サラッとメッシュ」を採用した、どんな動きにも瞬間吸収の超うす型（「センターイン サラサラタッチ・スリム」に継承）
    - しっかり吸収ガード【医薬部外品】（下記製品に継承）
    - しっかり吸収【医薬部外品】 - 表面に経血を残さないサラサラタイプ。特に多い日の昼・長時間用「瞬間ガード」と、特に多い日の夜用「超熟睡ガード」がラインナップされ、表面材以外の仕様は「ボディフィット 瞬間ガード」「ボディフィット 超熟睡ガード」（左記2製品の表面材はコットンのような肌ざわり（コットンは入っていない））とそれぞれ同一である。（「センターイン サラサラタッチ」に機能統合）
    - エアフィットスリム 香りつき フレッシュグリーンの香り【医薬部外品】 - 2018年夏季限定品
    - 長時間スリム【医薬部外品】 - 「多い昼用21cm羽つき」「特に多い昼用26cm羽つき」は「エアフィットスリム」（「多い昼～ふつうの日安心用羽つき21cm」「特に多い昼用/長時間用羽つき25cm」）に、「多い夜用29cm羽つき」は「センターイン コンパクト1/2 無香 多い夜用」にそれぞれ実質的に機能統合する形で終売。
    - タンポンミニ【医療用具】 - タンポン初心者や慣れない方でも入れやすく、かつ携帯に便利なミニ・プラスチックアプリケーター（現在のコンパクト・アプリケーターの前身）採用。（「チャームソフトタンポン コンパクト」に継承）
    - コンパクトタンポン（第1期）【医療用具】 - 「チャームソフトタンポン コンパクト」（第1期）の改良品。携帯に便利なコンパクトアプリケーター付。（後の「チャームソフトタンポン コンパクト」（第2期）【一般医療機器】→「ソフィ ソフトタンポン コンパクト」【一般医療機器】、現：「ソフィ コンパクトタンポン」（第2期）【一般医療機器】）
    - なめらかスリムタンポン【医療用具】 - 初心者でも入れやすい、なめらかスリムアプリケーター付タンポン。説明書は小中学生でも分かりやすいマンガ形式。（「チャームソフトタンポン なめらかスリム」【一般医療機器】（後の「ソフィ ソフトタンポン なめらかスリム」【一般医療機器】）に継承）
    - ソフトタンポン なめらかスリム【一般医療機器】
    - リフレインライナー - 下記「リフレイン」の改良品で、開ける時音がしない和紙風の不織布製個袋「やわらかラップ」を（2001年4月中旬以降、順次）採用したパンティライナー。この「やわらかラップ」は元々「ボディフィット」で2000年10月より先行採用されたもので、パンティライナーに採用されたのはユニ・チャームでは本品が最初である。後に、「センターイン」「ライフリーさわやかパッド」などにも同様の「やわらかラップ」が採用された。（「パンティライナー」に製品統合）
    - パンティライナー - 「ソフィ」ブランド初のおりものシート。エアースルー（通気性）シート採用。（「ふわごこち」に継承）
    - Colorライナー - ベビーピンク・ナチュラルモカ・アクアブルーの全3色
    - ロングライナー - 生理日近くの“もしも”に備えた長め（ユニ・チャーム通常品の1.25倍である17.5cm）のパンティライナー。上記「チャームナップ・ライティ」と重複する製品であったが（前者（本品）はおりものシート（雑貨）、後者は生理用ナプキン【医薬部外品】扱いで、後者のほうが1.5cm短い）、ほぼ同時期に販売終了。なお現在、これに相当する製品は尿＆おりものケア専用品である「チャームナップ 吸水さらフィ パンティライナー 3cc」である。但し同製品は経血の吸収には不向きな為、生理日近くの“もしも”に備えるなら生理用ナプキンである「ボディフィット 軽やかスリム」や「はだおもい 極うすスリム 軽い日用」も選択肢である。また、近年「ふわごこち」にラインナップされた「快適ロング」は本品より2cm短めではあるが、同コンセプトである。
    - Kiyora 流せるタイプ（下記製品に継承）
    - 流せるクリーンライナー
    - ふわごこち 天然エアコットン（「はだおもいライナー 天然コットン100%」に継承）
    - ふわごこち カテキン消臭（「はだおもいライナー クリーンプラス」に継承）
    - クーリングフレッシュライナー - 2017年6月13日発売。日本で初めてメントールを配合した冷涼感あるパンティライナー。2017年夏季限定品。（「クールライナー」に継承）
    - ショーツ（「極ぴたフィット」に継承）
      - スポーツタイプ（「ソフィサラショーツ スポーツタイプ」に継承）
      - キュートミニ - セミビキニタイプ

    - デリケートウェット（「デリケートウェットシート」に継承）

  - ソフィサラ（ショーツを除き【医薬部外品】） - 1988年発売。表面材に新素材クリアメッシュを採用した超速吸収・速乾（サラサラ）タイプ。ナプキンは「ふつう用」「長時間用」「夜おやすみ用」の3種類、ショーツは「スタンダード」「スポーツタイプ」の2種類。
    - ウィング - 1990年発売。社会で活躍する女性たちからの「多い日もアクティブに活躍したいのに、横モレが心配」という声に応えた、「多い日も、ショーツを包んで、横モレ知らずの」羽つきナプキン。（下記「昼用スーパー」に継承）
    - スーパー - 1991年発売。昼用には横漏れを防ぐサイドストッパー、夜用にはそれに加えて後漏れも軽減するヒップガードを搭載した羽つきナプキン。（ヒップガードは初搭載）夜用は、更に吸収力を高めた「ウルトラスーパー」もラインナップされていた。本品発売を機に、従来の「ふつう用」「長時間用」「夜おやすみ用」はそれぞれ「レギュラー」「ロング」「夜用ロング」（いずれも羽なし）と改称された。加えて本品より、本シリーズのナプキンのパッケージ左上に、吸収できる経血量の目安を1～5の5段階で示した「心配指数」が表示された。この表示はやがて業界全体へと広まったが、「ソフィサラ」全シリーズ終売に伴い廃止された。なお現在は、「ソフィ」ブランドサイトの商品情報で同ブランドの各製品（ナプキンに限る）の心配指数を見ることができる。（下記「サイドギャザー」に継承）
    - サイドギャザー - 1993年発売。従来のサイドストッパーに代え、立体サイドギャザーを装備し、横漏れ防止機能が更に（従来の「ソフィサラ」比）強化された。また、1995年以降の製品では、羽のテープまで一気に剥がせる個別ラップ「簡単スピード装着」も採用された。同時に羽もヨレにくく改良され（しっかり羽根）、羽同士がくっつくトラブルも軽減した。（それまでのユニ・チャームのナプキンは全て、個装とテープが独立しており、テープを複数持つ製品は、一部の製品を除いてそれぞれ剥がす必要があった。この為、特に羽つきは装着時、羽のテープを剥がした後に羽がよれ、結果羽同士がくっついて取れないというトラブルも多発した。）1996年には「昼用ロング」が廃止され、「レギュラー」が新吸収体フォルムを採用し「超吸収レギュラー」となり羽つきも設定された。（心配指数は羽なしが1、羽つきは2）（「超吸収レギュラー」は「ソフィ サイドギャザー」、「昼用スーパー」は「ソフィ アクティブサポート」、「夜用スーパー」「夜用ウルトラスーパー」は「ソフィ しっかり吸収 超熟睡ガード」にそれぞれ継承。）
    - スリム - 昼用超薄タイプ。経血量や時間に応じ「レギュラー」「ロング」「スーパー」（羽つき）の3種がラインナップされた（いずれも横漏れを防ぐサイドストッパー付）。
    - スリムサイドギャザー - 上記製品の改良品。従来のサイドストッパーに代えて立体サイドギャザーを搭載し、更に横漏れ防止を強化（「スリム」比）。超薄タイプで初めて多い日に対応した。加えて、夜用（「夜用スーパー」（心配指数3））がラインナップされた。（「ソフィ サイドギャザー アクティブスリム」に継承）

  - センターイン
    - フィットスリム【医薬部外品】（「コンパクトスリム」に継承）
    - パウダーインメッシュ【医薬部外品】（「サラサラタッチ」に継承）
    - ふわふわタッチ【医薬部外品】（「ふわふわタイプ」に継承）
    - サラサラタッチ【医薬部外品】（「ソフィ はだおもい」に継承）
      - スリム（「コンパクトスリム サラサラタイプ」に継承）

    - デオドラントクリーン【医薬部外品】（下記製品に継承）
    - デオドラントコンパクト【医薬部外品】（「コンパクト フレグランス」に継承）
    - コンパクト【医薬部外品】（「コンパクト1/2」に継承）
    - コンパクトスリム サラサラタイプ【医薬部外品】（「ソフィ はだおもい 極うすスリム」に集約される形で終売）
    - コンパクト フレグランス クリアハピネスの香り【医薬部外品】 - 2015年3月3日発売
    - コンパクト フレグランス フレッシュグリーンの香り【医薬部外品】 - 2017年夏季限定品（「ソフィ エアフィットスリム 香りつき フレッシュグリーンの香り」に継承）
    - タンポン【一般医療機器】（「ソフィ ソフトタンポン」に製品統合）
    - ランジェリーシート - おりものシート。元々は独立ブランド「資生堂ランジェリーシート」であった。（エフティ資生堂時代に下記製品に継承）
    - 肌にふわっとライナー - 上記製品の改良品。（「ソフィ ふわごこち」に機能統合）

  - リフレイン - ユニ・チャーム初のパンティライナー。後に「ソフィ」ブランドに編入し「ソフィ リフレインライナー」（後の「ソフィ パンティライナー」、現：「ソフィ ふわごこち」）となる。
    - スリム - 全面テープを採用したズレにくい薄型パンティライナー
    - 天然コットン100
- 生活用品
  - 排水パイプクリーナー（「パイプユニッシュ」に継承）
  - ユニッシュ - 住宅用クリーナー
    - パイプユニッシュ
    - ジェットムースパイプユニッシュ - 排水パイプの匂いを泡で封じ込めるムースタイプ。排水パイプ用洗浄剤に分類されるが、むしろ消臭剤に近い。非塩素系。
    - 水洗トイレユニッシュ - 中性タイプ
    - 強力トイレユニッシュ - 酸性タイプ
    - ジェットムーストイレユニッシュ - 逆さでも使えるムースタイプ

  - トイレのお掃除屋さん - タンク式水洗トイレ専用洗浄漂白剤。トイレのタンクの中に吊るすだけで、約1.5ヶ月間洗浄・漂白効果が持続。
  - ウーライト - 毛糸・おしゃれ着用洗剤
  - ヘルシア【医薬部外品】 - 薬用入浴剤（製造販売元：ポーラ化成工業）
  - クールアップ - メントール入りウェットティッシュ
  - チャームポケットティッシュ
  - メガネふきマジックチーフ
  - おそうじシート
  - キレイズキ - おそうじクロス（発売当初は「きれいずき」表記）
  - ラクーナ - シートクリーナー（「部屋中すみずみスッキリシート」（旧称：「溝のダニまでスッキリシート」）は「ウェーブ フロア用シート」（後の「フロアウェーブ」、現：「ウェーブ ドライシート 立体Wキャッチ」）に継承）
  - ウェーブ ピュピュっとモップ
  - ウェーブ ふわミミ吸着ハンディ
  - アレルケア
  - ウィザードハウス - 芳香剤
  - エアーウィック - 陶器入り芳香剤（室内用）
    - 香りの砂 - 砂時計タイプのトイレ用芳香消臭剤。香りの調節機構を搭載する他、用便後など特にニオイの気になるときには、逆さにすることで、剤が下に移動する際に生じる気流の効果により、トイレ全体を強力に消臭し、爽やかな香りがトイレ全体に広がる。詰め替えタイプ。なお、本品には、砂時計の機能はない。

  - クックアップ シャキッと食感シート
  - シルコット エレガンス
  - シルコット ウェットティッシュ プチパクト
  - シルコット ハンディウェット
  - シルコット ボディシート【化粧品】
  - シルコット メンズフェイシャルシート【化粧品】
  - シルコット メンズボディシート【化粧品】
  - シルコット 汗とりパットAg+（下記製品に継承）
  - シルコット 汗キレイケアAg+ - 女性用汗取りパッド
- 尿ケア専用品/介護用品
  - チャームナップ
    - さわやかライナー - 発売当初（1997年）は「ユニ・チャームさわやかライナー」の商品名で販売されていたが、すぐさま、より抵抗感なく使えるよう、生理用品で親しまれている「チャームナップ」ブランドへ変更された。研ナオコさん出演のTV広告も話題になった。（「吸水さらフィ ナプキンタイプ」に継承）
      - 長時間用 - 上記製品（少量用（15cc）・中量用（50cc））より2年遅れて発売。吸収量100cc、天然コラーゲン配合。（「さわやか超吸収 多くても安心用」に継承）

    - さわやか超吸収 - 夜用ナプキンで代用している方に安心のタイプ。多くても安心用（100cc）、長時間安心用（150cc）の2種類。（「吸水さらフィ 安心スリム」に継承）
    - 吸水さらフィ 安心スリム（「ナプキンタイプ 多くても安心用」（100cc）、「ナプキンタイプ 長時間安心用」（150cc）に継承）
    - さわやかショーツ

  - ライフリー
    - セレニティ - 女性用尿ケア専用品（「さわやかパッド」に継承）
    - メンズガード - 男性用尿ケア専用品。専用トランクスと併用する。（「メンズガードスリム」に継承）
    - メンズガードスリム - 下着（ブリーフ、ボクサーブリーフなど体にフィットする下着）に装着して使う男性用尿ケア専用品。パッケージは少し前に発売された「スリムウェア」と統一されているが、「スリムウェア」（男性用）との併用は、ずれやすく、隙間もできる為、もれの原因となり、できない。（「さわやかパッド男性用」に継承）
    - さわやかガード - 専用ショーツに装着して使用する、ガードタイプの女性用尿ケア専用品（「その瞬間も安心」に継承）
    - スリムウェア（「すっきりスタイルパンツ」に継承）
    - ライフリー・さわやか
    - 座っても安心尿とりパッド
    - どんな動きにも安心伸縮テープ止め - 上記製品「座っても安心尿とりパッド」に最適なテープ止めタイプ。上記製品同様に、対象は「介助があれば起こせる方」である。一応、1回分のおしっこを吸収できるが、必ず尿とりパッドを併用するようにアナウンスされていた。現在は病院・施設用の「快適さらさらカバータイプ」がこれに相当する製品である。（店頭・在宅用は「のび～るフィットうす型軽快テープ止め」に継承）
    - 心とお肌のケアパッド（店頭・在宅用） - 尿を表面に広げずお肌を濡らさない快適なパッド（現在は病院・施設用のみ）
    - おしりすべすべケア洗浄セット（「おしりクリーンシャワー」に継承）
    - おしりすべすべケア洗浄液（「おしりクリーンシャワー詰替用」に継承）
    - おしり洗浄用しき込み吸収シート
    - おしり洗浄用ふき取りタオル
- ペット関連製品
  - フレッシー
    - 愛犬元気
      - ゴールド - 「愛犬元気」初の、ビーフ・レバー・緑黄色野菜・天然カルシウムの4種ミックスタイプ（ドライタイプ）。総合栄養食なので、本品と水だけでバランスの取れた栄養が摂れる他、「愛犬元気 缶」や手作り食と混ぜても与えられる。ユニ・チャームでは初めて「新鮮小分けパック」（当初500g単位、「フレッシー」よりブランド独立後に400g単位に減量）を採用し、いつでも開けたてのカリカリと香り・風味を愛犬に与えられる。（500gパックには給与量を量るのに便利な目盛り（100g単位）も装備されていた。）（「愛犬元気」（ドライタイプ）に継承）
      - 銀のさら（後にブランド独立。「ドッグセレクション」を除くフードは「グラン・デリ」に継承。以後、副食のみ展開していたが、「グラン・デリ」に統合。なお、同名の宅配寿司とは無関係。）
      - ベストバランス（ブランド独立）
      - デオシート（ブランド独立）

    - ねこ元気
      - 缶（「パウチ」に継承）
      - 銀のスプーン（ブランド独立）

  - ゲインズ
    - ゲインズ・ミール - ドライタイプのドッグフード（味の素ゼネラルフーヅより譲受時、「愛犬元気」（ドライタイプ）と製品統合）
      - ファインミックス - 食物センイ強化・ミックスドライタイプ

    - ゲインズ・ハーティー - 小型犬・仔犬用。小型犬用フードとしては「愛犬元気 小型犬用」が代替製品（仔犬用は「愛犬元気 全成長段階用」）。
    - ゲインズ・チョイス（ビーフ入り・チーズ入り）
    - ゲインズ・パピーチョイス
    - ゲインズ・チャンス - ウェット（缶）タイプ（味の素ゼネラルフーヅより譲受時、「愛犬元気 缶」と製品統合）
    - ゲインズセレクション - 1996年7月発売。天然素材使用の新しいタイプのドッグフード
      - ゲインズ・30種類ミックス
      - ゲインズ・ソフト厳選グルメ

    - ゲインズドッグセレクション - 犬種別フード（「銀のさら ドッグセレクション」に継承）
    - ゲインズ・キャッティ缶 - ウェット（缶）タイプのネコの総合栄養食（下記製品に継承）
    - ゲインズ・キャッティ グルメ缶（「ねこ元気 缶」に継承）
    - ゲインズ・キャッティ シーフードカクテル
    - ゲインズ・キャッティ 30種類ミックス
    - 愛犬のクリーナー - 水なしで愛犬の体の汚れが落とせるドライシャンプー（粉末タイプ）
    - アイ・ラブ・ワン - ペット用ウェットティッシュ（味の素ゼネラルフーヅより譲受されず終売。その後、ユニ・チャームペットケア時代に同社より下記「ユニ・チャームペットケア ペット用ウェットティッシュ」発売。）

  - 銀のさら ドッグセレクション（「愛犬元気 ベストバランス」に継承）
  - キャッティ - 元々味の素ゼネラルフーヅから「ゲインズ・キャッティ」の商品名で発売されていたが、同社より譲受時、「ゲインズ」よりブランド独立（「ねこ元気」に継承）。
  - ユニ・チャームペットケア ペット用ウェットティッシュ
  - オシッコのあとに消臭する紙砂
  - ノミ・ダニケアスポット　-元々は当社が製造していたが、後にHartzが製造する商品となった。Hartzが製造する商品になったあとケアスポットプラスに改名されたが、後に販売終了となった。
- 病院・施設向け製品
  - ケアリー - 大人用紙おむつ（病院・施設用）
  - ヒューマニー - 尿吸引ロボ（消耗品・部品のみ販売継続）（本体の製造販売元：日立製作所）
- 建材
  - タイコン
  - スタイロボード
  - クリーンパネル（コマニーへ営業譲渡）
  - ラインパレット（筒中プラスチック工業（現：住友ベークライト）の完全子会社であるキョードーに営業譲渡）
  - 立体駐車場 ほか

## 関係会社

### 主な連結子会社
- ユニ・チャームプロダクツ（香川県観音寺市）
紙おむつ・生理用品（ユニ・チャーム東日本、ユニ・チャーム中日本、チャーム工業の合併によって誕生した生産子会社）
- ユニ・チャーム国光ノンウーヴン（香川県観音寺市）（愛媛県四国中央市）
（不織布・ティッシュ・紙製造、パーソナルケア事業、その他）
2009年 ユニ・チャームマテリアル、国光製紙の合併により誕生した生産子会社
- コスモテック（香川県善通寺市）（パーソナルケア事業、その他）
グラビア印刷
- ユニ・チャームメンリッケ（東京都港区）（パーソナルケア事業）
- LG UNICHARM CO., LTD.（大韓民国・亀尾市）（パーソナルケア事業）
- 嬌聯股份有限公司（中華民国・台北市）（パーソナルケア事業）
- 尤妮佳生活用品（中国）有限公司（中華人民共和国・上海市）（パーソナルケア事業）
- UNI-CHARM（THAILAND）CO.,LTD.（タイ王国・バンコク都アソーク）（パーソナルケア事業）
- PT UNI-CHARM INDONESIA（インドネシア・ジャカルタ）（パーソナルケア事業）
- UNI.CHARM MOLNLYCKE B.V.（オランダ・フーゲザン）（パーソナルケア事業）
- UNICHARM GULF HYGIENIC INDUSTRIES LTD.（サウジアラビア王国・リヤド）（パーソナルケア事業）
- UNICHARM INDIA PRIVATE LTD.（インド・ハリヤーナー州）（パーソナルケア事業）
- UNICHARM AUSTRALASIA HOLDING PTY LTD（オーストラリア・ビクトリア州）（パーソナルケア事業）
- THE HARTZ MOUNTAIN CORPORATION（アメリカ合衆国・ニュージャージー州）（ペットケア事業）
- UNICHARM DO BRASIL INDÚSTRIA E COMÉRCIO DE PRODUTOS DE HIGIENE LTDA.（ブラジル・サンパウロ州）（パーソナルケア事業）
- UNICHARM MIDDLE EAST & NORTH AFRICA HYGIENIC INDUSTRIES COMPANY S.A.E.（エジプト）（パーソナルケア事業）

## CIロゴ
現在のロゴマークはチャームリングを基としたロゴである。
2016年秋に社名ロゴがマイナーチェンジされ、英字表記の社名ロゴ（unicharm）のみだったのを、カナ表記の社名ロゴ（ユニ・チャーム）との併記に改め、英字表記の社名ロゴとカナ表記の社名ロゴの間に弧線を加えたロゴデザインとなった。製品パッケージへは、既にカナ表記との併記が行われている「ライフリー」を含め、新製品・改良品・限定品を中心に、順次新ロゴ表記に移行されている（「クックアップ」などの一部製品は旧ロゴ表記のままであるが、「ユニ・チャーム ペット」は2019年秋発売の新製品の一部からマイナーチェンジ後のロゴ表記を開始している）。2017年に入り、CMや提供番組（後述）のクレジット表示もマイナーチェンジ後のロゴ表記となっている。

## キャッチフレーズ
- 生活の明日をつくる
- 美しいやさしさをお届けする
- しあわせ創造企業をめざす
- やさしさをつくる・やさしさでささえる

## 歴代CMキャラクター
- ローラ（ソフィ、センターイン）
- 研ナオコ（チャームナップ）
- アン・ルイス
- セーラ・ロウエル（チャームナップ・デオドラントミニ）
- かとうかずこ
- 笑福亭鶴瓶（ソフィ）
- ブルック・シールズ
- 中原理恵（チャームナップ・ミニ）
- 田中美奈子
- 横山めぐみ（ソフィサラ）
- 飯島直子（チャーム ボディフィット、ソフィ）
- 田中美佐子（ソフィサラ）
- 滝田栄
- 中村あずさ（ソフィサラ）
- 辺見えみり
- SHIHO
- 白石美帆（ソフィ）
- 佐藤江梨子
- 中村聖奈
- 伽奈（センターイン）
- 瀬戸朝香
- メロディー・チューバック
- 松浦亜弥（センターイン）
- 山田隆夫
- 大谷允保
- 道端ジェシカ（センターイン）※過去にエリスのCMに出演していた。
- 夏菜
- 新川優愛（ソフィ）
- 篠原涼子（センターイン）
- 西田エリ（チャームソフト）
- 綾戸智恵（ライフリー）
- 菊池桃子（ライフリー）
- 小池栄子（チャームナップ）
- 岩合光昭（AIIWell（オールウェル））
- 池田エライザ（ソフィ）
- ドラえもん（マミーポコパンツ）

## 提供番組

### テレビ

#### 現在（2022年時点）
- 日本テレビ系列
  - ヒルナンデス! ※13時台に隔日提供、以前は「ムーニー」名義での提供だったため、ベビー用品関連のCMのみだったが、現在は場合により他のカテゴリーの製品のCMも放映されている。
  - I LOVE みんなのどうぶつ園（2020年10月 - ） ※後半ナショナルスポンサー。主にペットフード関連のCMを放送されている。
  - 1億3000万人のSHOWチャンネル（2021年1月 - ） ※『嵐にしやがれ』から継承。
  - 笑点 ※番組終了直後のCM（ヒッチハイク・後座番組『真相報道 バンキシャ!』のクロスプログラムの後に流れる）、「ライフリー」ブランドのみ。番組内では競合の大王製紙（「エリエール」名義）が提供している。
  - THE MUSIC DAY
  - 行列のできる法律相談所（2016年4月 - ）

- テレビ朝日系列
  - 人生の楽園 ※「ライフリー」ブランドのCMのみ。

- TBS系列
  - サタデープラス（MBS制作）
  - THE TIME, ※「ライフリー」ブランドのCMのみ。
  - 櫻井・有吉 THE夜会

- フジテレビ系列
  - 新しいカギ
  - FNSの日

- テレビ東京系列
  - シナぷしゅ
  - 冒険大陸 アニアキングダム - 「マミー・ポコ」ブランドのCMのみ、パーティーシぺーション。

#### 過去
※◇印は提供クレジット非表示の番組
- 日本テレビ系列
  - 火曜劇場
  - 午後は○○おもいッきりテレビ ※ライフリー（大人用紙おむつ）のCMのみ
  - 水曜ロードショー→金曜ロードショー
  - TheサンデーNEXT※ライフリー（大人用紙おむつ）のCMのみ
  - ザ!世界仰天ニュース ※水曜時代
  - 嵐にしやがれ
  - 情報ライブ ミヤネ屋（読売テレビ制作）
  - マツコ会議
- TBS系列
  - 月曜ドラマスペシャル
  - 八木治郎ショー・いい朝8時（MBS制作）
  - ジャングルTV 〜タモリの法則〜（MBS制作）
  - はなまるマーケット
  - ひるおび!（11時台後半のJNNニュースコーナー）
  - どうぶつ奇想天外!
  - うたばん
  - ガチンコ!
  - 学校へ行こう!
  - 日本人初!宇宙へ
  - ニンゲン観察バラエティ モニタリング
  - ぴったんこカン・カン
- フジテレビ系列
  - 関西テレビ制作火曜夜10時枠の連続ドラマ
  - 水曜劇場
  - 木曜劇場
  - 土曜プレミアム◇
  - 開運婦人
  - 開運のツキ
  - 情報プレゼンター とくダネ!
  - あいのり
  - ココリコミラクルタイプ
  - ネプリーグ
  - Music Museum
  - プチマリッジ
  - 空飛ぶグータン〜自分探しバラエティ〜（関西テレビ制作）
  - グータンヌーボ（関西テレビ制作）
  - カスペ
  - HEY!HEY!HEY! MUSIC CHAMP
  - はねるのトびら
  - はじめて記念日 ※ムーニー（ベビー用品）のCMのみ[注釈 4]
  - タモリのスーパーボキャブラ天国→タモリの超ボキャブラ天国
  - 奇跡体験!アンビリバボー
  - 恋するTV すごキュン ※ソフィ（生理用品）のCMのみ
  - ムツゴロウと愉快な仲間たち
  - VivaVivaV6
  - 23 SATURDAY DREAM SHOW
  - ブンブンサタデー
  - 水曜歌謡祭
  - SMAP×SMAP
  - めちゃ×2イケてるッ!
  - バイキング◇
  - ジェネレーション天国
  - キスマイBUSAIKU!?
  - 痛快TV スカッとジャパン
- テレビ朝日系列
  - ミントタイム
  - 土曜ワイド劇場
  - ロンドンハーツ◇
  - クレヨンしんちゃん
- テレビ東京系列
  - はっけん たいけん だいすき! しまじろう（テレビせとうち制作）
  - Disney Time
  - ペット大集合!ポチたま
  - 冒険遊記プラスターワールド◇ -「ムーニー」名義。カウキャッチャー。
  - マシュマロ通信◇（テレビ大阪制作） - 「ムーニー」名義でCMを流していた。
  - ワンワンセレプー それゆけ!徹之進◇（テレビ愛知制作） - 同上。

### ラジオ
- 竹下景子（のDJ番組｛1979年｝）（文化放送）
- 生島ヒロシのおはよう一直線（TBSラジオ）

## テレビ番組
- 日経スペシャル ガイアの夜明け “国民病”を退治せよ～花粉症対策は森林再生にあり（2008年4月15日、テレビ東京）[16]。- 花粉症マスク市場の前線を取材。
- 日経スペシャル カンブリア宮殿（テレビ東京）- 出演：社長 高原豪久。
  - 「不況下の最強企業! トップシェア商品を連発する脅威の"ノルマ主義"を大解剖!」（2009年2月23日）[17]
  - 世界を変えた!スッゴイ挑戦スペシャル 激変の時代こそ挑め...成功を掴むDNA（2013年3月21日）[4]

## 書籍

### 関連書籍
- 『共感の経営 一人一人が主役 ユニ・チャーム宣言』（著者:緒方知行）（1996年2月22日、東洋経済新報社）ISBN 9784492552643
- 『ユニ・チャームSAPS経営の原点 創業者高原慶一朗の経営哲学』（著者:二神軍平）（2009年10月29日、ダイヤモンド社）ISBN 9784478011751
- 『賢人のビジネスリーダー力』（著者:星野佳路 髙田明 高原豪久 加藤智治 佐々木常夫）（2012年7月12日、幻冬舎）ISBN 9784344902534
- 『ユニ・チャーム 共振の経営 「経営力×現場力」で世界を目指す』（著者:高原豪久）（2014年6月1日、日本経済新聞出版社）ISBN 9784532319182
- 『ユニ・チャーム式 自分を成長させる技術』（著者:高原豪久）（2016年6月1日、ダイヤモンド社）ISBN 9784478065068
- 『生活消費財産業で時価総額3兆円企業に 国際化進めたユニ・チャーム 急成長の軌跡』（著者:長谷川忠史）（2022年1月7日、銀河書籍/星雲社）ISBN 9784434298653